# Duiveland (Schouwen-Duiveland)
Duiveland war eine Gemeinde in der niederländischen Provinz Zeeland. Sie wurde am 1. Januar 1961 durch die Vereinigung der drei Gemeinden Nieuwerkerk, Oosterland und Ouwerkerk gebildet. Sitz der Verwaltung war in Nieuwerkerk. Am 1. Januar 1997 wurde sie mit Brouwershaven, Bruinisse, Westerschouwen, Middenschouwen und Zierikzee zur neuen Gemeinde Schouwen-Duiveland zusammengeschlossen. Ein Jahr vor Auflösung zählte die Gemeinde 5.802 Einwohner (Stand: 1. Januar 1996).